# George Randolph Chester
George Randolph Chester (27 de enero de 1869-26 de febrero de 1924) fue un escritor estadounidense. Fue autor de obras tan populares como "Get-Rich-Quick Wallingford" y "Five Thousand an Hour: How Johnny Gamble won the heiress", que se filmaron para el cine mudo antes de su muerte.

## Biografía
Nació en Cincinnati, Ohio, el 27 de enero de 1869. Murió el 26 de febrero de 1924 de un ataque al corazón en su casa de Nueva York.